# Wyschejschaja Liha 2011
Die Wyschejschaja Liha 2011 war die 21. Spielzeit der höchsten belarussischen Spielklasse im Männerfußball. Sie begann am 2. April 2011 und endete am 27. November 2011.
Titelverteidiger BATE Baryssau gewann seine sechste Meisterschaft in Folge und ist nun mit insgesamt 8 Titeln alleiniger Rekordmeister vor Dinamo Minsk.

## Modus
Die zwölf Mannschaften spielten an insgesamt 33 Spieltagen jeweils drei Mal gegeneinander. Am Saisonende stieg der Tabellenletzte direkt in die Perschaja Liha ab, der Vorletzte spielte in der Relegation gegen den Zweiten der Perschaja Liha.

## Vereine
| Verein                     | Stadt      | Stadion                | Kapazität |
| -------------------------- | ---------- | ---------------------- | --------- |
| Belschyna Babrujsk         | Babrujsk   | Spartak-Stadion        | 04.600    |
| BATE Baryssau              | Baryssau   | Haradski-Stadion       | 05.500    |
| FK Dinamo Brest            | Brest      | Brestskij-Stadion      | 10.080    |
| FK Homel                   | Homel      | Zentralstadion         | 14.307    |
| FK Njoman Hrodna           | Hrodna     | Njoman-Stadion         | 08.800    |
| Dnjapro Mahiljou           | Mahiljou   | Spartak-Stadion        | 11.200    |
| FK Dinamo Minsk            | Minsk      | Dinamo-Yuni-Stadion    | 04.500    |
| FK Minsk                   | Minsk      | Dinamo-Stadion         | 40.000    |
| Naftan Nawapolazk          | Nawapolazk | Atlant-Stadion         | 05.300    |
| FK Schachzjor Salihorsk    | Salihorsk  | Stroitel-Stadion       | 04.200    |
| FK Tarpeda-BelAS Schodsina | Schodsina  | Torpedo-Stadion        | 03.020    |
| FK Wizebsk                 | Wizebsk    | Zentraler Sportkomplex | 08.300    |

## Statistiken

### Abschlusstabelle
| Pl. | Verein                     | Sp. | S  | U  | N  | Tore    | Diff. | Punkte |
| --- | -------------------------- | --- | -- | -- | -- | ------- | ----- | ------ |
| 1.  | BATE Baryssau (M, P)       | 33  | 18 | 12 | 3  | 053:200 | +33   | 66     |
| 2.  | FK Schachzjor Salihorsk    | 33  | 17 | 10 | 6  | 046:240 | +22   | 61     |
| 3.  | FK Homel (N)               | 33  | 13 | 15 | 5  | 036:240 | +12   | 54     |
| 4.  | FK Dinamo Minsk            | 33  | 14 | 7  | 12 | 050:430 | +7    | 49     |
| 5.  | Belschyna Babrujsk         | 33  | 12 | 12 | 9  | 041:350 | +6    | 48     |
| 6.  | FK Tarpeda-BelAS Schodsina | 33  | 9  | 14 | 10 | 037:410 | −4    | 41     |
| 7.  | Naftan Nawapolazk 1        | 33  | 10 | 7  | 16 | 035:450 | −10   | 37     |
| 8.  | FK Njoman Hrodna           | 33  | 8  | 13 | 12 | 033:450 | −12   | 37     |
| 9.  | FK Minsk                   | 33  | 8  | 11 | 14 | 033:400 | −7    | 35     |
| 10. | FK Dinamo Brest            | 33  | 8  | 11 | 14 | 038:460 | −8    | 35     |
| 11. | FK Wizebsk                 | 33  | 8  | 8  | 17 | 029:460 | −17   | 32     |
| 12. | Dnjapro Mahiljou           | 33  | 6  | 14 | 13 | 029:510 | −22   | 32     |

| (M) | amtierender belarussischer Meister     |
| (P) | amtierender belarussischer Pokalsieger |
| (N) | Aufsteiger aus der Perschaja Liha 2010 |

### Kreuztabelle
| Spieltage 1–22             | BATE Baryssau | Belschyna Babrujsk | Dinamo Brest | FK Dinamo Minsk | Dnjapro Mahiljou | FK Homel | FK Minsk | Naftan Nawapolazk |     | FK Schachzjor Salihorsk | FK Tarpeda-BelAS Schodsina | FK Wizebsk |
| -------------------------- | ------------- | ------------------ | ------------ | --------------- | ---------------- | -------- | -------- | ----------------- | --- | ----------------------- | -------------------------- | ---------- |
| BATE Baryssau              |               | 1:0                | 2:0          | 1:0             | 5:0              | 1:1      | 1:1      | 1:0               | 1:1 | 2:2                     | 1:0                        | 4:1        |
| Belschyna Babrujsk         | 0:2           |                    | 1:1          | 2:3             | 2:2              | 1:0      | 2:2      | 0:0               | 1:1 | 2:0                     | 2:2                        | 2:0        |
| FK Dinamo Brest            | 0:3           | 1:4                |              | 2:0             | 2:0              | 1:2      | 2:2      | 1:3               | 1:1 | 4:0                     | 1:3                        | 3:0        |
| FK Dinamo Minsk            | 2:0           | 3:1                | 1:1          |                 | 2:0              | 0:0      | 1:2      | 0:1               | 0:1 | 0:2                     | 0:1                        | 2:2        |
| Dnjapro Mahiljou           | 1:1           | 2:2                | 1:1          | 0:1             |                  | 0:0      | 0:2      | 1:2               | 1:1 | 0:1                     | 3:1                        | 0:0        |
| FK Homel                   | 0:0           | 3:1                | 2:0          | 5:1             | 2:1              |          | 2:1      | 0:1               | 1:0 | 0:0                     | 0:0                        | 2:2        |
| FK Minsk                   | 1:0           | 1:2                | 1:1          | 0:0             | 1:3              | 2:1      |          | 1:3               | 3:1 | 0:1                     | 0:1                        | 1:3        |
| Naftan Nawapolazk          | 0:2           | 1:0                | 1:1          | 1:4             | 6:0              | 1:1      | 0:0      |                   | 1:2 | 1:1                     | 0:2                        | 1:1        |
| FK Njoman Hrodna           | 0:3           | 2:0                | 2:3          | 0:2             | 1:1              | 0:0      | 0:1      | 4:2               |     | 0:1                     | 2:2                        | 0:1        |
| FK Schachzjor Salihorsk    | 0:2           | 0:0                | 2:0          | 1:3             | 2:2              | 1:1      | 1:0      | 3:0               | 5:0 |                         | 1:0                        | 1:0        |
| FK Tarpeda-BelAS Schodsina | 0:3           | 0:1                | 1:1          | 1:0             | 1:1              | 1:1      | 2:2      | 3:2               | 2:2 | 1:0                     |                            | 0:3        |
| FK Wizebsk                 | 0:1           | 0:1                | 2:1          | 1:3             | 0:2              | 1:0      | 1:0      | 0:1               | 0:1 | 0:2                     | 1:1                        |            |

| Spieltage 23–33            | BATE Baryssau | Belschyna Babrujsk | Dinamo Brest | FK Dinamo Minsk | Dnjapro Mahiljou | FK Homel | FK Minsk | Naftan Nawapolazk |     | FK Schachzjor Salihorsk | FK Tarpeda-BelAS Schodsina | FK Wizebsk |
| -------------------------- | ------------- | ------------------ | ------------ | --------------- | ---------------- | -------- | -------- | ----------------- | --- | ----------------------- | -------------------------- | ---------- |
| BATE Baryssau              |               | –                  | –            | 2:2             | 1:2              | 0:0      | –        | 2:0               | –   | –                       | 4:2                        | 2:2        |
| Belschyna Babrujsk         | 1:1           |                    | 1:0          | –               | –                | 0:0      | –        | –                 | 2:3 | 0:2                     | 1:1                        | –          |
| FK Dinamo Brest            | 1:1           | –                  |              | 1:1             | –                | 0:2      | –        | 0:1               | 3:0 | –                       | –                          | –          |
| FK Dinamo Minsk            | –             | 0:3                | –            |                 | 4:1              | –        | 3:4      | –                 | –   | 3:2                     | –                          | 2:0        |
| Dnjapro Mahiljou           | –             | 0:0                | 0:2          | –               |                  | –        | 1:0      | –                 | –   | 0:4                     | –                          | 1:0        |
| FK Homel                   | –             | –                  | –            | 2:1             | 1:1              |          | 1:0      | 1:0               | –   | –                       | 1:0                        | 2:0        |
| FK Minsk                   | 0:2           | 0:1                | 1:1          | –               | –                | –        |          | –                 | 0:0 | 1:1                     | 0:0                        | –          |
| Naftan Nawapolazk          | –             | 1:2                | –            | 1:3             | 1:0              | –        | 1:3      |                   | –   | –                       | –                          | 1:1        |
| FK Njoman Hrodna           | 0:1           | –                  | –            | 1:2             | 1:1              | 2:2      | –        | 1:0               |     | –                       | 0:0                        | –          |
| FK Schachzjor Salihorsk    | 0:0           | –                  | 1:0          | –               | –                | 4:0      | –        | 1:0               | 0:0 |                         | –                          | –          |
| FK Tarpeda-BelAS Schodsina | –             | –                  | 1:2          | 1:1             | 1:1              | –        | –        | 3:1               | –   | 1:3                     |                            | –          |
| FK Wizebsk                 | –             | 0:3                | 3:0          | –               | –                | –        | 1:0      | –                 | 2:3 | 1:1                     | 0:2                        |            |

### Relegation
Der Elftplatzierte FK Wizebsk bestritt nach Abschluss der regulären Saison zwei Relegationsspiele gegen den Zweitplatzierten Partizan Minsk der Perschaja Liha. Die Spiele fanden am 1. und 4. Dezember statt. Partizan Minsk setzte sich schließlich mit 2:0 und 1:2 gegen Wizebsk durch und stieg in die erste Liga auf. Jedoch musste sich der Verein aufgrund finanzieller Schwierigkeiten vor dem Saisonstart zurückziehen und spielte 2012 nur drittklassig, während die Wyschejschaja Liha 2012 ausnahmsweise mit nur elf Mannschaften ausgetragen wurde.
|                | Gesamt |            | Hinspiel | Rückspiel |
| -------------- | ------ | ---------- | -------- | --------- |
| Partizan Minsk | 3:2    | FK Wizebsk | 2:0      | 1:2       |

### Torschützenliste
| Pl. | Name                  | Team                       | Tore |
| --- | --------------------- | -------------------------- | ---- |
| 1.  | Renan Bardini Bressan | BATE Baryssau              | 13   |
| 2.  | Bruno Furlan          | FK Dinamo Minsk            | 11   |
| 2.  | Arzjom Salawej        | FK Tarpeda-BelAS Schodsina | 11   |
| 2.  | Jahor Subowitsch      | Belschyna Babrujsk         | 11   |
| 5.  | Dmitriy Kovb          | Belschyna Babrujsk         | 10   |
| 5.  | Maksym Lisovyi        | FK Homel                   | 10   |
| 7.  | Aleksandr Alumona     | FK Schachzjor Salihorsk    | 09   |
| 7.  | Ihar Sjankowitsch     | Dnjapro Mahiljou           | 09   |